# Ardops nichollsi
Ardops nichollsi es una especie de murciélago de la familia Phyllostomidae. Es el único miembro del género monotípico Ardops.

## Distribución geográfica
Se encuentra en Dominica, Guadalupe, Martinica, Montserrat,  Antillas, Santa Lucía, Saba y San Vicente y Granadinas.